# الزريرية
الزريرية قرية تتبع ناحية تالين في منطقة بانياس التابعة لمحافظة طرطوس.